# Lövsjön (Västra Skedvi socken, Västmanland)
Lövsjön är en sjö i Köpings kommun i Västmanland och ingår i Norrströms huvudavrinningsområde.